# Артемьев, Александр Вячеславович
Александр Вячеславович Арте́мьев (16 августа 1984, Алма-Ата) — казахстанский автогонщик, семикратный чемпион страны по автокроссу. Мастер спорта Казахстана международного класса. Первый пилот из Казахстана вышедшей на старт гонки в Ле Мане.

## Биография
Александр Артемьев ещё в детстве начал осваивать азы спортивного управления — на автомобиле ВАЗ-2101.
В 16 лет Начал свою карьеру в автокроссе. За свою карьеру Александр принял участие более, чем в пятидесяти соревнованиях разного уровня, одержал более двадцати побед.
В 21 год Артемьев получил звание мастера спорта Республики Казахстан. В 2009, 2010 и 2011 годах он принимал участие в кольцевых гонках и в зимних трековых гонках в России. С 2014 года начал выступать в Европейских соревнованиях.
В активе Александра Артемьева победы в соревнованиях по подъёму на холм (2005 год) и в соревнованиях по картингу, в которых принимали участие сильнейшие казахстанские спортсмены из разных гоночных дисциплин.

### Победы
- 2004 — чемпион Республики Казахстан по автокроссу
- 2006 — чемпион Республики Казахстан по автокроссу
- 2006 — чемпион Республики Казахстан по зимним трековым гонкам
- 2007 — чемпион Республики Казахстан по зимним трековым гонкам
- 2008 — чемпион Республики Казахстан по автокроссу
- 2009 — чемпион Республики Казахстан по автокроссу
- 2010 — чемпион Республики Казахстан по автокроссу
- 2011 — победитель этапа чемпионата Республики Казахстан по ралли, призёр трех гонок в России кольцевой серии RTCC
- 2012 — бронзовый призёр кубка России по кольцевым гонка сезона 2012 в классе «Национальный», в рамках серии RRC
- 2013 — несколько подиумов в чемпионате и кубке России по автомобильным кольцевым гонкам серии RRC
- 2014 — Участник Гонки звёзд журнала За рулём, Москва
- 2014 — несколько этапов в VW Castrol Cup
- 2014 — серебряный призёр длинной гонки 500 km Alkaniz в Испании
- 2015 — полный сезон в VW Golf Cup
- 2016 — 4 место на первом этапе ETCC во Франции
- 2016 — 2 место в 4-часовой часовой гонке REC в Москве
- 2017 — 2 место на 2-м этапе ETCC в Венгрии
- 2017 — 4 место в Гонке звёзд журнала За рулём, Москва
- 2018 — 2 место Гонке звёзд журнала За рулём, Москва
- 2019 — 2 место в гонке «24 часа Барселоны», Испания
- 2022 -   5 место в гонке Dubai 24 часа на Porsche 911
- 2023 -   8 место в гонке Porsche Carrera cup Le Mans, Франция
- 2025 -   8 место в гонке Dubai 24 часа на Porsche 911 GT3 CUP